# Luigi Simonetta
Luigi Simonetta (Milano, 7 ottobre 1861 – Milano, 2 aprile 1934) è stato un medico e politico italiano.

## Biografia
Nato a Milano da Ernesto Simonetta e da Leopolda Galbiati si laurea in medicina. Nel 1899 diventa libero docente di Igiene sperimentale all'Università di Siena.
Fu nominato per diversi mandati nel Consiglio superiore della pubblica istruzione (1906-1911, 1913-1917 e 1923-1928); fu membro del Consiglio direttivo dell'Istituto superiore di pratica e perfezionamento di Firenze (1914-1916,  Membro del Comitato per la medicina del Consiglio nazionale delle ricerche,  Presidente dell'Opera pia nazionale di assistenza per gli orfani dei sanitarii italiani di Perugia, Commissario dell'Opera pia nazionale di assistenza per gli orfani dei sanitarii italiani di Perugia, Presidente della Sezione patologica della Società italiana per il progresso delle scienze, presidente onorario dell'Accademia dei Fisiocritici.
Iscritto alla Federazione di Perugia del Partito nazionale fascista dal febbraio 1923, venne nominato senatore il 18 settembre 1924. Del Senato fu anche segretario (1927-1929) e poi questore (1929-1934).

## Riconoscimenti e dediche
Luigi Simonetta fu nominato cittadino onorario di Perugia